# Крашенинников, Геннадий Дмитриевич
Геннадий Дмитриевич Крашенников (род. 28 марта 1936; с. Яковлево, Северный район, Оренбургская область, РСФСР, СССР — 9 августа 1982; [Москва], РСФСР, СССР) — советский актёр театра, кино и озвучивания.

## Биография
Родился 28 марта 1936 года в селе Яковлево Северного района Оренбургской области. Отец был военнослужащим, поэтому по причине службы, вся его семья переехала в Орловскую область в 1944 году.
Учился в Орловской средней школе, которую окончил в 1954 году, после чего Крашенников устроился работать на завод «Трансмаш». Спустя год уехал в Москву и поступил на актёрский факультет ВГИКа. Обучался на курсе Б. В. Бибикова. В 1960 году окончил учёбу и был распределён в актёрский штат киностудии «Беларусьфильм», но вскоре был вызван на «Мосфильм», где стал сниматься в первых ролях. Служил экспериментальному театру пантомимы «Эктемим» с 1962 года, а в 1964 году обосновался в «Центре театра и кино под руководством Никиты Михалкова», где прослужил до конца своих дней.
Известен по различным советским популярным фильмам. Снимался в двух главных ролях, это в фильме «Акварель» 1958-го года, сыграв роль мужа и в фильме «49 дней» 1962-го года, сыграв роль Бойкова. Также играл во многих других второстепенных известных ролях.
Ушёл из жизни 9 августа 1982 года в (Москве), покончив с собой в состоянии  алкогольного опьянения из-за личной семейной жизни и карьеры, которая стремительно пошла на убыль. Похоронен в Орле.

### Личная жизнь
Было два брака, при жизни распались. Известно, что одну из дочерей назвали Ариной, которая родилась в 1967 году. Есть младший брат Владимир Дмитриевич Крашенников, который впоследствии стал также актёром.

## Творчество

### Фильмография
- 1958 — Акварель — муж (главная роль)
- 1958 — Стучит в любую дверь — эпизод
- 1960 — Первое свидание — Гена Карташов
- 1960 — Тучи над Борском — одноклассник Обишкин
- 1961 — Рассказы о юности (фильм 4) — член бригады монтажников
- 1962 — 49 дней — Бойков (главная роль)
- 1964 — Большая руда — автослесарь
- 1964 — Жили-были старик со старухой — односельчанин на пожаре
- 1964 — Пока фронт в обороне — солдат из экипажа грузовика
- 1964 — Пядь земли — кашевар
- 1965 — Дети Дон-Кихота — милиционер в зоопарке
- 1965 — Лебедев против Лебедева — Саня
- 1965 — Три времени года — Игорь
- 1966 — Айболит-66 — участие
- 1966 — Дикий мёд — Ваня, адъютант Костецкого
- 1966 — Душечка — эпизод
- 1966 — Товарищ песня (фильм 1) — лейтенант Марченко
- 1966 — Фитиль (№ 52) — друженник
- 1967 — Весна на Одере — лейтенант Никольский
- 1967 — Крепкий орешек — немецкий офицер
- 1967 — Места тут тихие — лётчик Игорь Гонтарь
- 1968 — Золотой телёнок — студент в поезде
- 1969 — 13 поручений — прохожий с мальчиком
- 1969 — Король манежа — зверолов
- 1969 — Похищение — Вася, сержант милиции
- 1970 — Море в огне — Чух
- 1970 — Спеши строить дом — солдат Алексей
- 1971 — Дом в пять стен — участие
- 1971 — Лето рядового Дедова — Антипенко
- 1971 — Освобождение (фильм 4 и 5) — разведчик Егоров
- 1971 — Смертный враг — крестьянин, вступающий в коммуну
- 1972 — Пётр Рябинкин — Егоров
- 1974 — Свой среди чужих, чужой среди своих — чекист, сопровождавший золото
- 1974 — Хождение по мукам (серия 6) — эпизод
- 1975 — На ясный огонь — мародёр
- 1976 — Два капитана — спекулянт
- 1977 — Кафе «Изотоп» — Петриков
- 1978 — Встретились… — участие
- 1982 — Надежда и опора — член бюро райкома

### Озвучивание
- 1967 — Дети воеводы шмита — участие
- 1967 — Земля. Море. Огонь. Небо — дядя Мурад, роль Рафика Тагиева
- 1967 — Мой друг Нодар — Бухути, роль Дмитрия Мчедлидзе
- 1968 — Как избавиться от Геленки — спортивный обозреватель, роль Эдуарда Цупака
- 1968 — Распятый остров — Гуджа, роль Гурама Пирцхалавы
- 1970 — Заблудшие — Якоб, роль Тыну Микивер
- 1970 — Сады Семирамиды — Денисенко
- 1973 — Автомобиль с хвостиком — Жук-часовщик
- 1974 — Когда женщина оседлает коня — Сашко, роль Александра Краснопольского
- 1976 — Настоящий тбилисец и другие — участие
- 1977 — Скажи, что любишь меня! — водитель, роль Гюмраха Рагимова

## Оценочные мнения
По мнению киноведа Алексей Тремасова, Крашенников был очень обаятельным и органичным актёром. Светлый добрый взгляд, открытая улыбка, лиричность отличали этого артиста. Ему приходилось довольствоваться небольшими появлениями на экране, значительную часть которых составляли военные и представители рабочих профессий.